# Intendente Alvear
Pour les articles homonymes, voir Alvear.
Intendente Alvear est une ville de la province de La Pampa, en Argentine, et le chef-lieu du département de Chapaleufú.

## Situation
La ville se trouve à l'extrême nord-est de la province, non loin des frontières avec les provinces de Córdoba et de Buenos Aires.

## Population
La localité comptait 6 624 habitants en 2001, c'est-à-dire une hausse de 16,5 % par rapport aux 5 683 recensés en 1991.

## Pluviométrie - Hémicycles humidité-sècheresse
La région d'Intendente Alvear connait le plus haut niveau de précipitations de toute la province de La Pampa.
D'année en année, on constate d'importantes variations pluviométriques dans la région pampéenne. D'après le naturaliste Florentino Ameghino, il existe des cycles longs humidité-sècheresse de 100 ans, dont 50 pour l'hémicycle humide et autant pour l'hémicycle sec. Or on considère que le dernier hémicycle humide a débuté en 1973 et devrait se prolonger jusque vers 2022 (hémicycle de 50 ans). Ceci est confirmé par les relevés effectués dans la ville depuis le début des années 1920.
Évolution des précipitations enregistrées à Intendente Alvear :
Entre les deux demi cycles (1923-72 et 1973-2002), l'isohyète d'Intendente Alvear a augmenté de plus de 300 mm par an :
- Décennie 1923-1932 : 688,7 millimètres par an
- Décennie 1933-1942 : 622,6
- Décennie 1943-1952 : 630,8
- Décennie 1953-1962 : 647,4
- Décennie 1963-1972 : 681,9
- Moyenne 1923-1972 : 654,3 millimètres par an
- Décennie 1973-1982 : 922,1
- Décennie 1983-1992 : 963,3
- Décennie 1993-2002 : 1041,9
- Moyenne 1973-2002 : 975,7 millimètres par an

Source : 